# Malkal
Malkal est une divinité de la vérité dans la spiritualité du peuple Bassa pour désigner Dieu, et plus spécifiquement Dieu de vérité.